# Вуд, Эбби
Эбби Вуд (англ. Abbie Wood; род. 2 марта 1999, Бакстон, Восточный Мидленд) — британская пловчиха, специализирующаяся на комплексном плавании, серебряный призёр чемпионата мира 2024 года, двукратная чемпионка Европы, чемпионка Европейских игр, участница летних Олимпийских игр 2020 и 2024 годов.

## Карьера
Выступала в 2015 году на I Европейских играх в Баку, где выиграла золотую медаль в комплексном плавание на 400 метрах. Также с этого соревнования привезла одну серебряную и две бронзовые медали.
На чемпионате Европы 2020 года, который проходил в 2021 году в Будапеште, завоевала две золотые медали в эстафетах.
В 2021 году принимала участие в перенесённых из-за пандемии коронавируса с 2020 на 2021 год Летних Олимпийских играх. На 200 метрах комплексным плаванием стала 4-й, на 200 метрах брассом была седьмой.
На чемпионате мира 2024, который состоялся в Дохе, завоевала серебряную медаль в эстафетном заплыве 4 по 200 метров вольным стилем.
На Олимпийских играх в Париже, на дистанции 200 метров комплексным плаванием вышла в финал А и заняла итоговое пятое место.
В декабре 2024 года на чемпионате мира в 25-метровом бассейне, который проходил в Будапеште, на дистанции 200 метров комплексным плаванием завоевала бронзовую медаль.